# Arthur Schreck
Arthur Josef Schreck (* 15. August 1878 in Baden-Baden; † 3. Oktober 1963 in Pfullendorf) war ein deutscher Psychiater, Direktor der Pflegeanstalt Rastatt und als T4-Gutachter sowie stellvertretender Direktor der Heil- und Pflegeanstalt Wiesloch und Leiter der dortigen Kinderfachabteilung an der Kinder- und Erwachsenen-„Euthanasie“ im Dritten Reich beteiligt.

## Herkunft und Studium
Arthur Schreck wurde als uneheliches Kind der damals 22-jährigen Karoline Epp geboren. Zwei Monate nach seiner Geburt erkannte ihn der praktische Arzt Josef Schreck, der im Gegensatz zur Mutter katholischer Konfession war, als seinen Sohn an. Gleichwohl heiratete sein Vater in Pfullendorf nicht Karoline Epp, sondern eine begüterte Bürgerstochter und ließ sich 1882 dort mit einer Arztpraxis nieder.
Arthur Schreck besuchte die Volksschule in Freiburg und drei Jahre die Realschule in Überlingen. Nach dem Tod seiner Frau 1891 heiratete Josef Schreck schließlich in Freiburg Karoline Epp, so dass Arthur Schreck mit 14 Jahren der älteste und damit der Stammhalter neben seinen vier Halbgeschwistern war.
Nach der mittleren Reife trat Schreck eine Ausbildung als Apothekerlehrling an, wurde aber 1898 in die Oberprima des Humanistischen Gymnasiums von Konstanz aufgenommen, nachdem er sich gegen den Widerstand seines Vaters im Selbststudium von Latein, Griechisch und Mathematik auf das Abitur vorbereitet hatte. Im Alter von 22 Jahren bestand er 1902 die Reifeprüfung und studierte in Würzburg, Heidelberg, München und Freiburg Medizin. Sein Studium finanzierte er teilweise mit Vertretungen praktischer Ärzte und geriet in der Kreispflegeanstalt Weinheim auch mit geistig Behinderten in Berührung. 1905 erhielt Schreck die Approbation und wurde 1906 mit dem Thema Beiträge zur Serumtherapie der  Basedowschen Krankheit promoviert. Im selben Jahr starb seine Mutter.

## Berufliche Anfänge
Schreck half zunächst in der väterlichen Praxis aus, arbeitete als chirurgischer Assistent am Städtischen Krankenhaus Konstanz und war vom 14. Dezember 1908 bis 14. März 1909 in der Heilanstalt Schussenried sowie vom 1. Juli 1909 bis 1. Oktober 1909 in der Psychiatrischen Universitätsklinik Heidelberg volontärärztlich tätig.
1910 heiratete sein Vater, der in Pfullendorf zur Ortsprominenz zählte und im Vereins- und kulturellen Leben sehr engagiert war, zum dritten Mal. Mit seiner zwölf Jahre jüngeren Frau zog er nach Dresden, um dort als Medizinalrat die Leitung des Physiatrisch-Diätetischen Sanatoriums in Weißer Hirsch zu übernehmen. Bereits vor seiner erneuten Heirat hatte er einen Großteil seiner ärztlichen Tätigkeiten an seinen ältesten Sohn abgegeben. Arthur Schreck, dem dies zunächst widerstrebte, führte 1909 dann doch die väterliche Praxis in alleiniger Verantwortung weiter und heiratete im Oktober dieses Jahres ebenfalls eine Tochter aus einer gutsituierten bürgerlichen Familie. Es stellten sich in kurzer Folge zwei Kinder ein. Schon im Jahre 1912, in dem sein Vater zum dritten Ehrenbürger von Pfullendorf ernannt wurde, bewarb sich Schreck um eine Arztstelle in der Heil- und Pflegeanstalt Illenau in Achern. In seinem Bewerbungsschreiben legte er seine Motive für diesen überraschenden Schritt, für den vor allem sein Vater nicht das geringste Verständnis aufbringen konnte, dar:
 „Ich hatte stets reges Interesse für Psychiatrie und beabsichtigte schon 1905, mich diesem Fache zuzuwenden, allein ich stieß auf den hartnäckigsten Widerstand von seiten meines Vaters, der das unter keinen Umständen zuließ […] . [Ich] war wegen des leidenden Gesundheitszustandes meines Vaters gezwungen, die väterliche Praxis zu übernehmen. Ich tat dies sehr ungern, allein es geschah meinem Vater zuliebe […]. Da ich ferner der Psychiatrie ein reges Interesse bewahrt habe, so komme ich heute, nach sieben Jahren, abermals zu dem Entschluß, mich definitiv diesem Fache zuzuwenden.“

## Arzt in der Heil- und Pflegeanstalt Illenau
Schreck erhielt vom Direktor der Illenau Heinrich Schüle eine Zusage und trat am 16. Mai 1913 als außerplanmäßiger beamteter Hilfsarzt in den badischen Staatsdienst ein. Im Februar 1915 wurde er zum planmäßigen und im August 1924 zum Anstaltsoberarzt ernannt. Seit Beginn des Ersten Weltkrieges leitete er selbständig die männliche Heilabteilung der Heil- und Pflegeanstalt Illenau und war zudem als Gutachter in forensischen, zivilrechtlichen und militärischen Fällen tätig.
Vom Kriegsdienst blieb er aufgrund einer bereits in der Kindheit erworbenen Schwerhörigkeit verschont. 1914 war Schreck für die Leitung eines „Kriegslazaretts für Verwundete“ sowie für die Anstaltsapotheke zuständig. 1916 wurde er hierfür mit dem Kriegsverdienstkreuz ausgezeichnet.
In der Illenau wurde Schreck als „hochgeschätzter College“ und „hervorragende Arbeitskraft“ wahrgenommen, der auch bei seinen Patienten beliebt war. In einer Aussage gab ein ehemaliger Arztkollege 1948 zu Protokoll, dass Schrecks Spitzname in der Illenau bezeichnenderweise „Vati“ lautete.
Im August 1928 wurde ihm der Titel eines Medizinalrates verliehen. Wie die meisten seiner Arztkollegen und der Direktor der Illenau, Hans Roemer, trat Schreck am 1. Mai 1933 der NSDAP bei (Mitgliedsnummer 3.089.934). Weiterhin war er Mitglied des NS-Ärzte- und NS-Luftschutzbundes sowie seit März 1936 Zellenleiter der NSV.

## Leiter der Pflegeanstalt Rastatt
Am 17. April 1934 trat Schreck als vorläufiger kommissarischer Leiter sein Amt in der neugegründeten Pflegeanstalt Rastatt an. Diese im ehemaligen Garnisonslazarett der Festung Rastatt eingerichtete Anstalt sollte als „besondere Verwahrungsanstalt für dauernde anstaltsbedürftige Geisteskranke“ die vier überfüllten badischen Heil- und Pflegeanstalten von den als nicht heilbar geltenden Patienten entlasten und zudem dem Gesetz zur Verhütung erbkranken Nachwuchses vom 14. Juli 1933 zur Durchsetzung verhelfen. Seine Aufgabe bestand zunächst in der Einrichtung und Ausstattung der neuen Anstalt in kürzester Zeit und mit minimalem finanziellen Aufwand. Schreck war unter anderem für bis zu 580 Anstalts- sowie 450 Fürsorgepfleglingen in vier umliegenden Anstalten, die Anstaltsapotheke, Überwachung der Krankenpflege und -versorgung und die Verwaltung verantwortlich. Daneben erstellte er jährlich bis zu 100 Gutachten. Aufbau und Betrieb der Anstalt führten zu einer dauernden Überlastung Schrecks. Auch seine Patienten bekamen die Folgen ihrer Einstufung als reine Pflegepatienten ohne Heilungsmaßnahmen zu spüren. Schreck beschrieb die Situation in seiner Vernehmung nach dem Krieg:
 „Ich war in Rastatt gewissermaßen gezwungen, in bezug auf die Mehrzahl der Kranken von der aktiven und positiven zur passiven und negativen Psychiatrie überzugehen […]. Der unendlich traurige Aspekt meiner Kranken bei der Visite, die Unmöglichkeit ihnen therapeutisch helfen zu können, sowie der Umstand, daß ich mich in Rastatt finanziell ganz erheblich schlechter stellte wie in Illenau, stimmten mich sehr unglücklich. Ich weiß nicht, ob ich in Rastatt ausgehalten hätte, wenn mich nicht die Betreuung von vier Fürsorgeheimen mit 450 jugendlichen Zöglingen […] von dieser Misere etwas abgelenkt hätten.“
Trotz aller Unzulänglichkeiten äußerte sich Schreck in einem Schreiben vom Dezember 1934 prinzipiell einverstanden mit dem neuen Sparkurs:
 „Die Primitivität einer Anstalt für Geisteskranke ist in heutiger Zeit zweifellos durchaus gerechtfertigt.“
Er zeigte sich als äußerst korrekter und in finanziellen Angelegenheiten geradezu als penibler Anstaltsleiter. Mit einem praktischen Pflegeschlüssel von einem Pfleger auf 25 Pfleglinge (im Gegensatz zu den Heil- und Pflegeanstalten mit durchschnittlich 1:3) gelang es ihm im Rechnungsjahr 1936 den Pflegesatz auf 1,60 RM zu senken (üblich waren 3,05 RM). Schreck hatte durch einen außerordentlichen Einsatz von Energie und Zeit mit der Pflegeanstalt Rastatt den Prototyp einer geschlossenen reinen Pflegeeinrichtung geschaffen.
Nachdem immer weiteres Pflegepersonal zum Militärdienst einberufen wurde, waren schließlich nur noch sechs Pflegekräfte für etwa 650 Kranke vorhanden. Somit kündigte sich bereits Anfang 1939 das Ende der Anstalt an. Am 5. September 1939 wurden die 579 Kranken in die Heilanstalt Zwiefalten evakuiert, wo Schreck mit seinem Rastatter Personal weiterhin als selbständiger Leiter seiner Pflegeanstalt fungierte. Unzufrieden mit seiner persönlichen Situation und der völlig unzulänglichen Unterbringung seiner Kranken in Zwiefalten erschien Schreck häufig angetrunken zum Dienst, so dass er vom Leiter der Heil- und Pflegeanstalt Illenau, Hans Römer, als dem Alkohol verfallen bezeichnet wurde, der als Anstaltsleiter unmöglich wäre.

## Aktion T4
Im Herbst 1939 begannen mit der meldebogenmäßigen Erfassung der potentiellen Opfer die NS-Krankenmorde, bekannt als „Aktion T4“. Die Direktoren der badischen Anstalten wurden im Dezember 1939 vom Leiter der Gesundheitsabteilung im badischen Innenministerium, Ministerialrat Ludwig Sprauer, über Sinn und Zweck sowie die Durchführung der anlaufenden Aktion unterrichtet. Schreck wurde im Februar 1940 in Berlin offiziell eingeweiht.
Am 27. Februar 1940 erfolgte ein erster Transport seiner Patienten in die NS-Tötungsanstalt Grafeneck. Seinen Mitarbeitern erklärte er die Verlegung mit planwirtschaftlichen Gründen aus Anlass des Krieges, die von oben angeordnet worden sei und strengster Geheimhaltung unterliege. So endeten fast alle seiner 500 Patienten in der Gaskammer von Grafeneck.
Auf seinen eigenen Wunsch hin durfte er im Mai 1940 den Betrieb der Gaskammer und des Verbrennungsofens in Grafeneck besichtigen. Kritisch äußerte er sich nur über die primitiven Anlagen der Tötungseinrichtung. Der als „Euthanasie“ verbrämte Krankenmord wurde von ihm nicht in Frage gestellt. Am 14. August 1947 sagte Schreck hierzu aus:
 „In die Gaskammer habe ich durch die offene Türe hineingesehen. Es lagen etwa 50 - 60 tote Leute darin, die alle möglichen Stellungen einnahmen, teils auf Stühlen und Bänken sitzend, teils auf dem Boden liegend. Es waren Männer […]. Ich kam zu einer Zeit, in der gerade Verbrennungen stattfanden. Etwa 30 Meter von dem Gasraum entfernt stand ein großer Verbrennungsofen im Freien. Der Ofen hatte die Größe eines Zimmers und wurde mit Koks geheizt. Wärter trugen jeweils zwei Tote aus dem Gasraum […] und schoben die Leichen in den Ofen. Die Leichenverbrennung dauerte etwa eine Viertelstunde, ich ging aber vorzeitig wieder weg und habe Dr. Schumann vorgehalten, daß die Art der Verbrennung mir primitiv vorkomme. Ich hätte mir eine Art Krematorium vorgestellt. Dr. Schumann versicherte mir, sie hätten den Verbrennungsofen anfänglich unter Dach untergebracht, die Hitze wäre aber so groß gewesen, daß das Dach beinahe Feuer gefangen hätte. Der Ofen hätte deshalb im Freien aufgestellt werden müssen. Außerdem werde die Anstalt Grafeneck in einigen Wochen aufgelöst, in anderen Anstalten seien bereits Krematorien errichtet.“
Nachdem mit wenigen Ausnahmen alle Patienten an die Tötungsanstalten der Aktion T4 ausgeliefert worden waren, wurde die Anstalt Rastatt (mit Sitz in Zwiefalten) am 15. Juni 1940 aufgelöst.
In der Zentraldienststelle T4 in Berlin wurde Schreck am 3. Juli 1940 auf Veranlassung des badischen Gesundheitsreferenten Ludwig Sprauer statt des vorgesehenen Eintritts in die Reichsarbeitsgemeinschaft Heil- und Pflegeanstalten die Alternative angeboten, bei einer sogenannten fliegenden Ärztekommission mitzuwirken (die in den Anstalten die Ausfüllung der Meldebogen übernahm, wenn dort Schwierigkeiten oder Verzögerungen auftraten) oder die kommissarische Leitung der Heil- und Pflegeanstalt Illenau zu übernehmen. Dort hatte sich Direktor Hans Roemer krankgemeldet, um sich der weiteren Teilnahme an der Auslieferung seiner Kranken an die Tötungsanstalten zu entziehen. Auch sein Stellvertreter Hoffer fiel aus Krankheitsgründen aus. So kam Schreck an seine frühere Wirkungsstätte zurück und ließ dort auftragsgemäß 280 von 600 Patienten in die Heil- und Pflegeanstalten Konstanz, Emmendingen und Wiesloch verlegen, während der Rest sukzessive und teilweise über Zwischenanstalten in die Tötungsanstalten transportiert wurde. Dabei meldete Schreck von sich aus vier Patienten für die „Euthanasie“-Transporte, die er als „Ballastexistenzen“ beurteilte, die in Zeiten, in denen Millionen wertvoller, geistig gesunder Menschen in einem Krieg hingeopfert würden, kein Recht mehr hätten, von der Allgemeinheit durchgefüttert zu werden.
Nach Rückkehr des stellvertretenden Direktors Hoffer vollendete dieser die Räumung der Illenau, so dass diese am 19. Dezember 1940 als Heil- und Pflegeanstalt aufgelöst wurde.

## T4-Gutachter
Bereits ab dem 28. Februar 1940 war Schreck auch als sogenannter T4-Gutachter tätig, mit der Aufgabe anhand von Meldebögen mit den Daten der potenziellen Opfer der Aktion zu entscheiden, welche Kranken und Behinderten in den speziell dafür eingerichteten Tötungsanstalten vergast werden sollten. Die Oberflächlichkeit, mit der über Leben und Tod der Kranken, die die Gutachter nicht zu Gesicht bekamen, entschieden wurde, wird auch am Beispiel von Schrecks ärztlicher „Gutachter“-Tätigkeit deutlich:
 „In der Zeit von April bis Ende Dezember 1940 wurden mir dann nach Zwiefalten von Berlin aus in eingeschriebenen Paketen Fragebogen zugeschickt. Es kamen jeweils 200 Fotokopien von Fragebogen. Die Pakete kamen etwa jede Woche einmal, gelegentlich auch in Abständen von zwei bis drei Wochen. Die erste Sendung umfaßte im wesentlichen Fälle aus badischen Anstalten, so von Emmendingen, Reichenau, Hub und einige Kinderfälle von Herten. Ich habe nach Berlin geschrieben, man möge mir in Zukunft Fälle außerbadischer Anstalten zuweisen. Diesem Wunsche kam Berlin nach. Ich wollte deshalb keine badischen Fälle haben, weil schon unter der ersten Sendung einige dabei waren, die ich persönlich gekannt habe. Ich bin der Überzeugung, daß man objektiver urteilen kann, wenn man einen Kranken nicht kennt. Die ersten 200 Meldebogen habe ich neben meiner sonstigen Anstaltstätigkeit begutachtet. Ich verwandte hierzu vornehmlich meine freien Abende, habe aber auch nachts gearbeitet […]. Die Begutachtung der Fragebogen nahm ich sehr gewissenhaft vor.
In der oben angegebenen Zeit von April bis Ende Dezember habe ich schätzungsweise 15000 Fragebogen begutachtet. Ich bemerke dazu, daß ich öfters in der Woche zwei Pakete zu je 200 Fragebogen erhalten habe.

Ich berichtige meine eben gemachte Aussagen dahin, daß jedes Paket Meldebogen vier Mappen enthielt, jede Mappe vermutlich mit 100 Meldebogen. Das einzelne Paket enthielt dann 400 Meldebogen, und nicht wie ich eben angegeben habe 200.“
Otto Mauthe (Obermedizinalrat, 1936 Sachbearbeiter für Irrenwesen im württembergischen Innenministerium) gab in diesem Zusammenhang folgende Aussage ab:
 „Wie Dr. Römer [Direktor der Heil- und Pflegeanstalt Illenau] mir erzählte, war Dr. Schreck bei dieser Gutachtertätigkeit so leichtfertig, daß er diese Meldebogen teilweise sogar in einer öffentlichen Wirtschaft, während er Wein trank, bearbeitet hat.
Mittlerweile hatte sich der Spitzname Schrecks von ursprünglich „Vati“ in „Schreck der Heilanstalten“ gewandelt.

## Wiesloch
Schreck wurde am 21. Oktober 1940 vom badischen Innenminister zur Heil- und Pflegeanstalt Wiesloch versetzt, die bereits seit 1938 als Zwischenanstalt für die Aktion T4 diente, und zum stellvertretenden Direktor ernannt. Im gleichen Monat trat er aus nicht mehr nachvollziehbaren Gründen aus der katholischen Kirche aus.
Als auf Veranlassung von Ministerialrat Herbert Linden, dem Referatsleiter für die Heil- und Pflegeanstalten im Reichsinnenministerium, der badische Gesundheitsreferent Sprauer die Einrichtung einer sogenannten Kinderfachabteilung in Wiesloch forderte, lehnte der dortige Direktor Wilhelm Möckel deren Leitung ab, da er sich einer aktiven Teilnahme an der „Euthanasie“ grundsätzlich verweigerte. Er schlug jedoch seinen Stellvertreter Schreck für diese Funktion vor, worauf Sprauer ein Informationsgespräch mit Schreck und „zwei fremden Herren“ durchführte.
 „Mitte Dezember wurde ich auf die Direktion der Anstalt Wiesloch gerufen, dort eröffnete mir Ministerialrat Dr. Sprauer, ich solle in Wiesloch eine kleine Kinderstation errichten […]. Dr. Sprauer erklärte weiter, es kämen nur besonders ausgesuchte Kinder, die ich zu untersuchen und zu liquidieren hätte. Es gebrauchte das Wort ‚liquidieren’ mindestens dem Sinne nach […]. Ich habe zwei Kinder wohl im Februar 1941 durch Einspritzung mit Luminal oder Morphium-Skopolamin getötet. Die Namen beider Kinder weiß ich nicht mehr. Ich weiß auch nicht mehr, ob es Mädchen oder Knaben waren. […]
Die von mir vorgenommenen beiden Tötungen hatten sich in der Anstalt herumgesprochen. Auch in anderen Anstalten war dies bekannt geworden. Ich hielt solche Tötungen in Anstalten für ungeeignet und habe deshalb nach Berlin berichtet, daß ich weitere Behandlungen ablehne […]. Nachdem ich weitere Tötungen abgelehnt hatte, kam von der Kinderklinik in München ein Dr. Kühnke […]. Er kam alle drei Wochen und hat im ganzen acht bis zehn Kinder getötet […].

Ich ergänze meine Aussage dahin, daß ich möglicherweise nicht zwei, sondern drei Kinder getötet habe. Die getöteten Kinder habe ich in allen Fällen seziert […]. Im Juni 1941 habe ich meine Mitwirkung an dieser Sache verweigert.“
Bei einer weiteren Besprechung in Berlin beim „Reichsausschuß zur wissenschaftlichen Erfassung von erb- und anlagebedingten schweren Leiden“ unter Vorsitz von Richard von Hegener erfuhr Schreck nochmals den Zweck der Fachabteilungen und seine Aufgaben.
Nach der Tötung von drei Kindern durch Luminalinjektionen teilte Scheck dem „Reichsausschuß“ mit, dass er diese Tätigkeit nicht mehr fortsetzen könne. Die „Kinderfachabteilung“ blieb jedoch unter der Leitung Schrecks bis Ende Juni 1941 bestehen. Für die Tötung von acht bis zehn weiteren Kindern reiste in mehrwöchigen Abständen aus München der Kinderarzt Fritz Kühnke an.
Schreck leitete von April 1942 an eine Abteilung für psychisch kranke Straftäter und Sicherungsverwahrte. Auch nach Erreichen der Altersgrenze von 65 im August 1943 war Schreck in Wiesloch tätig und wurde am 1. September 1943 mit dem Kriegsverdienstkreuz II. Klasse ohne Schwerter ausgezeichnet. Seinem Ruhestandsgesuch vom 26. Mai 1944 wurde schließlich stattgegeben.

## Verhaftung und Verurteilung
Im Oktober 1945 wurde er in Haft genommen und am 16. November 1948 vom Schwurgericht Freiburg wegen Verbrechen gegen die Menschlichkeit, rechtlich zusammentreffend mit tateinheitlich begangener Beihilfe zum Mord an Anstaltsinsassen zu lebenslänglichem Zuchthaus und wegen Totschlags in drei Fällen zu einer Gesamtstrafe von zehn Jahren Zuchthaus verurteilt. Im gleichen Verfahren wurde auch der ehemalige Gesundheitsreferent im badischen Innenministerium Ludwig Sprauer verurteilt und als dieser – im Gegensatz zu Schreck – in Revision ging, wurde dessen Strafmaß 1950 auf elf Jahre reduziert. Schließlich setzte das Gericht im April 1951 den Vollzug der Strafe wegen Haftunfähigkeit aus. Schreck kehrte nach Pfullendorf zurück und fand Aufnahme im Hause seiner Schwiegereltern.
Seine Begnadigung durch Erlass der Reststrafe erfolgte durch den baden-württembergischen Ministerpräsidenten Gebhard Müller im März 1958, nachdem dieser bereits 1954 die Zuchthaus- in eine gleich lange Gefängnisstrafe gewandelt hatte. Auch die bürgerlichen Ehrenrechte wurden Schreck vom 1. August 1954 an wieder zuerkannt. Zwar blieben die beamtenrechtlichen Konsequenzen seiner Verurteilung bestehen, jedoch wurde Schreck ab dem 1. Juli 1954 ein Unterhaltsbeitrag in Höhe von 450 DM je Monat gewährt. Mit Wirkung zum 1. Februar 1958 wurden ihm 60 % des verdienten Ruhegehalts als jederzeit widerrufliche Zahlung zugesprochen.
Am 3. Oktober 1963 ist Arthur Schreck in Pfullendorf verstorben. Begraben wurde er in der dortigen Grabstelle seiner Schwiegereltern. Auch sein einziger bereits verstorbener Sohn Werner Schreck wurde Medizinalrat.
Arthur Schreck war einer der ganz seltenen Beteiligten an der nationalsozialistischen Krankenmordaktion, der auch nach Ende des Dritten Reiches zu seiner Auffassung stand, dass der Staat das Recht habe, „unwertes Leben“ auch ohne Einverständnis der Betroffenen im Interesse der Gesellschaft zu beenden. Hierzu äußerte er sich 1947:
„[…] Zum Schlusse kommend wiederhole ich, daß ich meine aktive Beteiligung an der E.[euthanasie] Aktion schon 1000 und über 1000 mal bedauert habe, nicht der E. Kranken wegen, sondern des Anstaltspersonals und des Odiums wegen, das ich mir in kirchlichen Kreisen durch meine positive Stellungnahme zur Euthanasie unbewußt zugezogen habe. […] hätten wir in Baden seit Kriegsende noch 4000 bis 5000 Geisteskranke durchzufüttern gehabt, so wäre das ein schwieriges, fast unlösbares Problem gewesen in einer Zeit, in der sich ein großer Teil der geistesgesunden Bevölkerung in einem Zustand erheblicher Unterernährung befindet und in der wir nicht einmal in der Lage sind, unsere körperlich Kranken ausreichend zu betreuen, weil uns noch wichtige Medikamente fehlen und weil I.klassige Krankenhäuser mit ihren wertvollen, fast unersetzlichen Einrichtungen in Trümmern liegen, die nur nach und nach langsam wieder aufgebaut werden können. […] Bedenkt man, daß im Kriege tausende, ja Millionen blühender Menschenleben um ein paar wirklicher oder eingebildeter wirtschaftlicher Interessen halber, meist einer Minderheit, um egoistischer Herrschafts- und Machtgelüste Einzelner, ja sogar um mehr oder minder wertloser Ideen willen hingemordet werden, so ist analog damit auch die Sittlichkeit der E. bewiesen, bei welcher es sich um humane Gewährung eines schmerzlosen Todes an die Ärmsten unserer Mitmenschen handelt.“